# Coldspring (Texas)
La ville américaine de Coldspring est le siège du comté de San Jacinto, dans l’État du Texas. Elle comptait 853 habitants lors du recensement de 2010.

## Source
- (en) Cet article est partiellement ou en totalité issu de l’article de Wikipédia en anglais intitulé « Coldspring, Texas » (voir la liste des auteurs).